# Matar el tiempo
Matar el tiempo és una pel·lícula espanyola de thriller del 2015 escrita i dirigida per Antonio Hernández i protagonitzada per Aitor Luna i Yon González. El director la defineix com una pel·lícula "plena de dilemes morals" i on es reflexiona sobre el paper de la tecnologia en l'actualitat.

## Sinopsi
Robert H Walton és un auditor bancari que treballa per una companyia novaiorquesa. És enviat a Madrid per tal d'auditar un banc. De personalitat solitària, connecta amb la seva família mitjançant les xarxes socials a través d'una webcam. Per tal de combatre la nostàlgia i la llunyania contacta a través d'internet amb Sara, una bella prostituta. Tanmateix, Sara és assaltada al seu apartament per Boris i Diego, dos germans que li reclamen el lliurement del seu fill per tal de pagar deutes amb mafiosos. Ella es nega. Alhora, Robert n'és testimoni des de la webcam i això li planteja un dilema.

## Repartiment
- Ben Temple... Robert
- Esther Mendez... Sara
- Yon González... Boris
- Aitor Luna... Diego
- Luisa Martín... Señora

## Nominacions
Fou nominada a la Bisnaga d'Or del Festival de Màlaga. També fou nominada al Goya a la millor cançó original.